# Ennomos
Genre

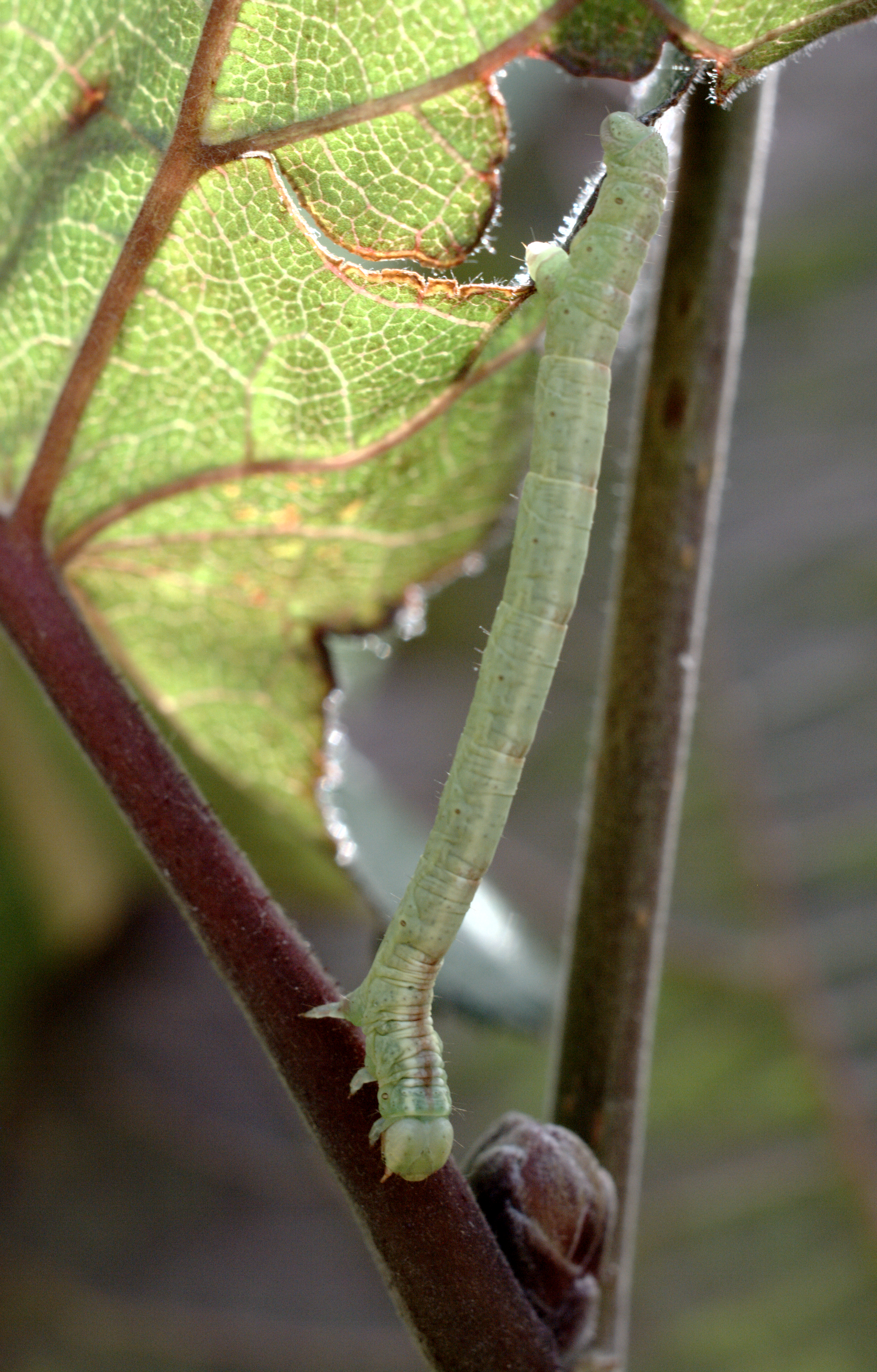
Chenille d'Ennomos du troène.

Ennomos est un genre de lépidoptères de la famille des Geometridae.

## Liste des espèces européennes
- Ennomos alniaria - Ennomos du tilleul
- Ennomos autumnaria - Ennomos de l'aulne
- Ennomos duercki
- Ennomos erosaria
- Ennomos fuscantaria - Ennomos du troène
- Ennomos lissochila
- Ennomos quercaria
- Ennomos quercinaria - Ennomos du Chêne, Ennomos anguleuse.

Certaines espèces portant le nom français d'Ennomos appartiennent à d'autres genres :
- Ennomos illunaire - Selenia dentaria Fabricius
- Ennomos illustre - Selenia tetralunaria Hüfnagel
- Ennomos lunaire - Selenia lunularia Hübner
- Ennomos du lilas - Apeira syringaria Linnaeus
- Ennomos dentelée - Odontopera bidentata Clerck